# ナイトラス・オキサイド・システム

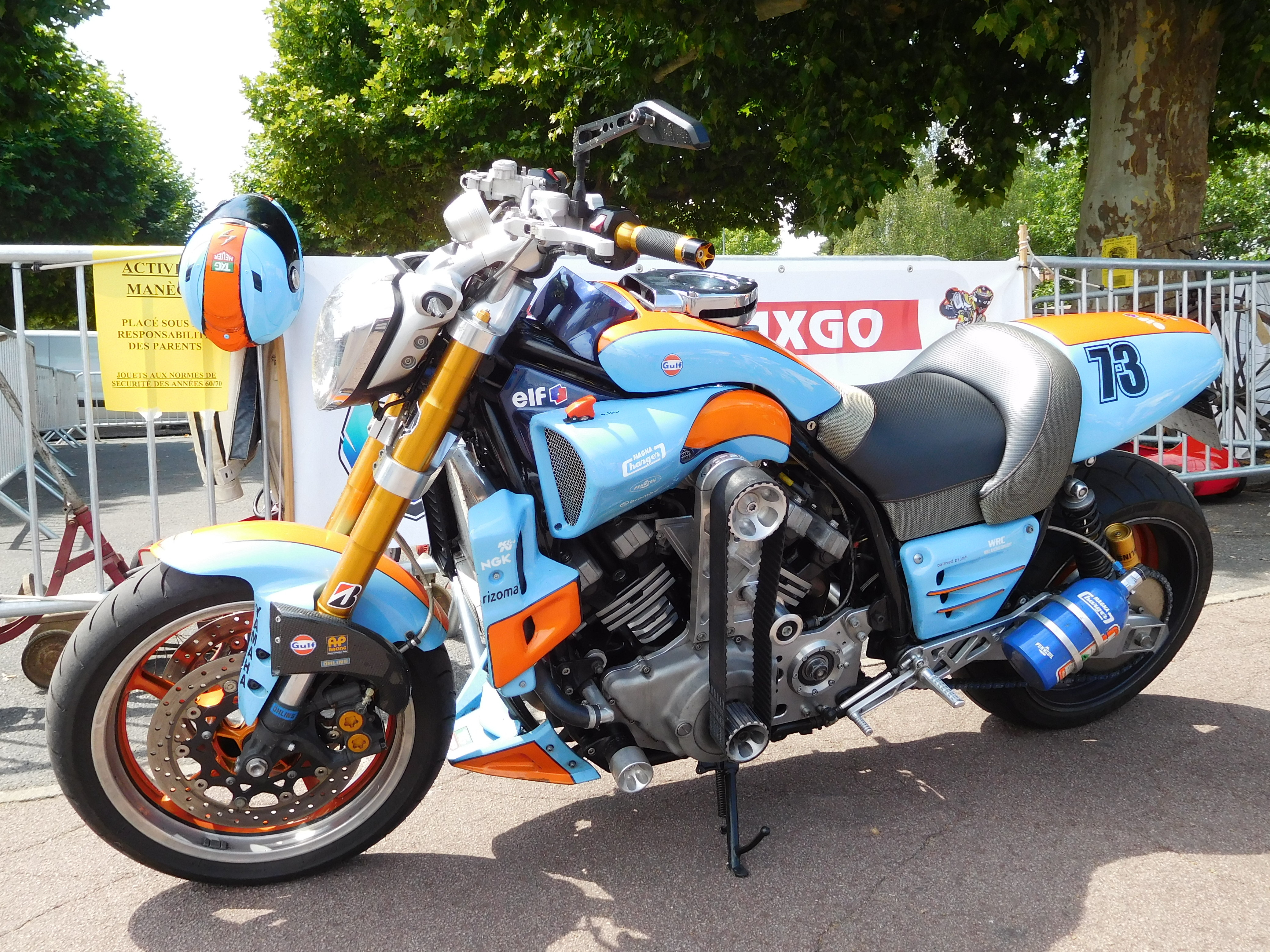
NOSとスーパーチャージャーを装備したヤマハ・VMAX。後輪横に装備されている青いボンベがNOS用亜酸化窒素ボンベである。

ナイトラス・オキサイド・システム（英: Nitrous Oxide System, NOS）は亜酸化窒素をエンジン内部に噴射するシステムの名前である。本来はホーリー・パフォーマンス・プロダクツ社の商標であるが、商標の普通名称化により、他社の同様のシステムもNOSと呼ばれることがある。
元々は第二次世界大戦中にドイツ空軍の航空機用に開発されたシステム（GM-1）で、エンジン冷却と高高度での出力低下を抑えるために用いられていた。

## 概要
亜酸化窒素は高温下で以下のように乖離する。
{\displaystyle {\ce {2N2O->{2N2}+O2}}}
亜酸化窒素をエンジン内に噴射すると、エンジンの燃焼に伴う高温により乖離して、遊離した酸素がガソリンの燃焼を助ける。空気（窒素:酸素=4:1）が気体5分子で1分子の酸素を持っていることと比較して、反応前の2分子から結果的に1分子の酸素を取り出しているため、もしも吸気を完全に亜酸化窒素に代替した場合には、空気と比べて、一定の吸気量に対し酸素分圧が2.5倍になる。酸素分圧を高めることにより同排気量でより多くの燃料を燃焼させるという点では、（酸素分圧を選択的に高めるわけではないが）空気を一様に加圧して吸気させるスーパーチャージャーやターボチャージャーなどの過給器も、これと類似したシステムである。
高圧液化されたN2Oが気化する際は気化熱を奪うため、過給器に見られるエンジンの加熱を抑制でき、かつ吸気温度の低下により空気の圧縮率も約1.1倍程度向上する。吸気冷却という意味ではインタークーラーと類似した効果が得られる。また、燃焼とは別に、インタークーラーに向けて吹き付けることにより、インタークーラーの冷却効率を上げる手法も存在する。理論的には、同排気量の場合、通常時のエンジンに対して約247.5 %の出力が得られる計算になるが、実際には吸気を補うものであり、吸気の全てを置き換えるものではないので約150 %程度の出力となる。
基本システムは3種類の方式に分類される。
ドライショット
N2Oガスのみを吸気管もしくはインテークマニホールドに噴射する方式。ガスのみを噴射するので、パワーアップの上限が低い（燃料が足りなくなるため）。
ウェットショット
N2Oガスと同時に燃料も噴射する方式。N2O・燃料それぞれの噴射量を調整して、理想的なA/F（空燃比）を実現できる。一番メジャーな方式である。
ポートショット
システムはドライショットと同様であるが、各シリンダー毎に噴射口を設ける方式。単純に噴射量を多く取れる上、シリンダー毎に同一量を噴射できるので、燃焼状態を均一にできるというメリットもある。パワーの上限が非常に高いうえ、エンジンコンディションを管理しやすいので、競技用途では100%この方式が採用されている。
上記以外の方式としては、
- 基本はドライショットだが、純正インジェクターの噴射時間を延長することによってウェットと同等の出力を実現する方式（VENOM・NXマキシマイザーなど）
- 燃調や点火時期・噴射タイミングなどをフルコン（FコンVプロ・モーテックなど）で制御し、総合的にマネジメントする方式
- 後付けのオプションユニットにより、噴射時に点火時期・燃調を制御させる方式（NOS/NXオプションパーツ・MSDなど）

など、さまざまな亜種が存在する。

## 日本での状況
ドリフト走行の世界ではNOSの利用例が多く、実際D1グランプリやD1ストリートリーガル（現・D1ライツ）では2013年までNOSの利用が認められていたが、2014年のレギュレーション改定で使用が禁止されている。
他に競艇（ボートレース）において、1990年代にNOSに相当する「急加速装置」を搭載したモーターが試作された事があるが、実戦投入には至っていない。

### ガスの取り扱い
ガスは液化状態で充填しなければならないため専用の圧送充填器が必要になる。充填器は基本システムを製造している装置メーカーが販売している。
使用する液化亜酸化窒素ガスは各装置メーカー製ではなく一般のガス会社より購入して使う。液化状態にて充填するので、積載用ボンベ（ボトルと呼ばれる）をガス会社に持ち込んでも自社ボンベから積載用ボンベへの液化状態のままで充填する設備がない、安全が確保および確認できないなどの理由で充填を断られる場合が多い。このため通常の販売形態としては充填設備を持つ小売業者がガス会社より液化亜酸化窒素ガスボンベを仕入れ、ユーザーが持ち込んだ積載用ボンベに量り売り方式で充填販売する。愛好家グループなどヘビーユーザーが個人で充填設備を整えガス会社から液化亜酸化窒素ガスボンベを仕入れて使うこともある。

#### 亜酸化窒素の販売規制による影響
亜酸化窒素はNOSのほかにも様々な用途があるが、2015年頃から「シバガス」と呼ばれ脱法ドラッグ代わりの乱用が目立つようになったため、厚生労働省より違法薬物に指定され、医療等の用途以外の目的での製造、輸入、販売、所持、使用等が禁止された。このため、NOS向けの亜酸化窒素も販売規制対象になると危惧されていたが、パブリックコメント495150202号によると、
との回答があり、NOS向け亜酸化窒素は、販売規制の対象とならないことが確認された。

## 亜酸化窒素噴射方式の主なメーカー
- NOS
- NX（ナイトラスエクスプレス）
- VENOM（ベノム）
- エーデルブロック
- ZEX（ゼックス）
- ナイトラスワークス